# Alpena (Dakota Południowa)
Alpena – miasto w Stanach Zjednoczonych, w stanie Dakota Południowa, w hrabstwie Jerauld.